# Марк Фульвій Курв Петін
Марк Фульвій Курв Петін (*Marcus Fulvius Curvus Paetinus, д/н — після 305 до н. е.) — політичний та військовий діяч Римської республіки.

## Життєпис
Походив з роду Фульвіїв. Син луція Фульвія Курва. Про молоді роки немає відомостей. У 305 році до н. е. призначається коснулом-суфектом замість загиблого консула Тиберія Мінуція Авгуріна. Разом з консулом Луцієм Постумієм Мегеллом виступив проти самнітів, захопивши місто Бованіум (сучасне м.Бояно). За це від римського сенату отримав право на тріумф. після цього коснули захопили міста Сору, Цезеннію, Арпін. Подальша доля не відома.